# Джон Льюїс (піаніст)
Джон Аарон Льюїс (англ. John Aaron Lewis; 3 травня 1920, Ла-Грейндж, Іллінойс — 29 березня 2001, Нью-Йорк) — американський джазовий піаніст і композитор, музичний керівник Modern Jazz Quartet.

## Ранні роки
Народився в Лаґранжі (передмістя Чикаго, штат Іллінойс) і виріс в Альбукерке (штат Нью-Мексико). Навчався музики і гри на фортеп'яно з семи років. Продовжив музичну освіту в Університеті Нью-Мексико, де також вивчав антропологію. Служив в армії під час Другої світової війни. Під час трирічного терміну служби у Франції зустрівся з Кенні Кларком, який в той час експериментував в стилі бібоп. Виступав з Кларком в організованій ними групі, писав і аранжував музику. Продовжив університетські заняття після повернення зі служби в 1945.

## Джазова кар'єра
Восени 1945 Льюїс повернувся в Нью-Йорк, де почав працювати в джаз-клубах 52-ї вулиці. В кінці року він приєднався до оркестру Діззі Гіллеспі, де барабанщиком був Кенні Кларк. Льюїс удосконалювався в композиції і аранжуванні для оркестру, займався в Манхеттенській школі музики, деякий час навчався в Європі, де залишився після гастролей оркестру на початку 1948 року. Повернувся в США і почав працювати з Чарлі Паркером в 1948 році (грає на знаменитій записи «Parker's Mood»), Іллінойсом Джеккетом з жовтня 1948 по 1949 Лестером Янгом з 1950 по 1951 рік, й іншими музикантами. Льюїс взяв участь у другій сесії Birth of the Cool з Майлсом Дейвісом в 1949 році. На цій сесії Льюїс аранжував композиції «Move» і «Budo» (відразу випущена у вигляді синглу в 1949 році) і написав одну п'єсу «Rouge».
Джон Льюїс разом з вібрафоністом Мілтом Джексоном, ударником Кенні Кларком і басистом Реєм Брауном становили малу групу в біг-бенді Гіллеспі. Вони грали в перервах між виступами оркестру, щоб дати відпочинок духовикам, які грали напружені партії в верхньому регістрі. Після цього в 1950 році була створена окрема група, спочатку відома як квартет Мілта Джексона.
У 1952 році в групу замість Брауна в групу ввійшов контрабасист Персі Хіт, і колектив став називатися Modern Jazz Quartet (скорочено — MJQ). Хоча назва підкреслювала, що у ансамблю офіційно немає одного-єдиного лідера, Льюїс поступово взяв на себе роль музичного керівника квартету. Він знайшов баланс між власними стриманими композиціями і більш енергійною манерою Джексона і переорієнтував стиль групи, синтезувавши техніку джазової імпровізації з традиціями класичної європейської камерної музики (наприклад, елементами поліфонічного розвитку). Поєднання експресивної манери вібрафона Джексона з задумливим фортеп'яно Льюїса, контрабасом і ударними створило характерне звучання MJQ.
У 1953 році Льюїс отримав ступінь маґістра в Школі Музики Манхеттена і незабаром повністю присвятив себе MJQ. З 1954 по 1974 рік він писав композиції і виступав з квартетом, який за ці роки отримав всесвітнє визнання, записавши понад тридцять альбомів і об'їхавши з концертами майже весь світ. У 1974 році Мілт Джексон покинув групу, почасти через те, що прагнув до більш вільного стилю гри, та через фінансові труднощі.
Також Льюїс керував школою джазу в Леноксі (штат Массачусетс) з 1957 по 1960 рік. З 1958 по 1982 рік він також був музичним керівником щорічного джазового фестивалю в Монтереї, а в 1962 році він створив біг-бенд «Orchestra USA», який виступав з композиціями в стилі третя течія (Third Stream, з'єднання джазу і класики). MJQ також записав альбом Third Stream Music.
Після тимчасового розпаду MJQ в 1974 році Льюїс викладав в City College в Нью-Йорку і в Гарвардському університеті, давав сольні і дуетні концерти (з Генком Джонсом та іншими), і продовжував писати. Після того, як в 1981 році Modern Jazz Quartet був відновлений, Льюїс також грав зі своїм секстетом (John Lewis Group), а в 1985 році заснував American Jazz Orchestra .
У 1990-ті роки він продовжував викладати, писати і виконувати музику, як з MJQ, так і самостійно. Він брав участь в сесіях Re-birth of the Cool з Джеррі Малліґан в 1992 році, брав участь в різних музичних проєктах третьої течії (з Гюнтером Шуллером й іншими), а також був прихильником музики Орнетта Коулмана.
Джон Льюїс помер 29 березня 2001 року в Нью-Йорку від раку простати.

## Дискографія
Як керівник

- Improvised Meditations and Excursions (1959, Atlantic)
- Odds Against Tomorrow (1959, UA)
- The Golden Striker (1960, Atlantic)
- POV (1975, Columbia)
- Preludes and Fugues from the Well-tempered Clavier Book 1 (1984, Philips)
- The Bridge Game (1984, Philips)

Як акомпаніатор з Чарлі Паркером

- The Genius of Charlie Parker (1945-8, Savoy)
- «Parker's Mood» (1948)
- Charlie Parker (1951-3, Clef)
- «Blues for Alice» (1951)

Як керівник Orchestra USA (з Гюнтером Шуллер і Харольдом Фарберманом)

- Orchestra USA (1963, Colpix)

Записи з Modern Jazz Quartet

- Vendome (1952, Prestige)
- Modern Jazz Quartet, ii (1954-5, Prestige)
- Concorde (1955, Prestige)
- Fontessa (1956, Atlantic)
- One Never Knows (1957, Atlantic)
- Third Stream Music (1957, 1959-60, Atlantic)
- Exposure (1960)
- European Concert (1960, Atlantic)
- The Modern Jazz Quartet and Orchestra (1960, Atlantic)
- Original Sin (1961, Atlantic)
- The Comedy (1962, Atlantic)
- A Quartet is a Quartet is a Quartet (1963, Atlantic)
- Under the Jasmin Tree (1968, Apple)
- The Last Concert (1974, Atlantic)
- Bill Evans: A Tribute (1982, Palo Alto Records)

З Кліффордом Брауном
- Memorial Album (Blue Note, 1953)